# 7月31日
7月31日（しちがつさんじゅういちにち）は、グレゴリオ暦で年始から212日目（閏年では213日目）にあたり、年末まであと153日ある。7月の最終日である。

## できごと

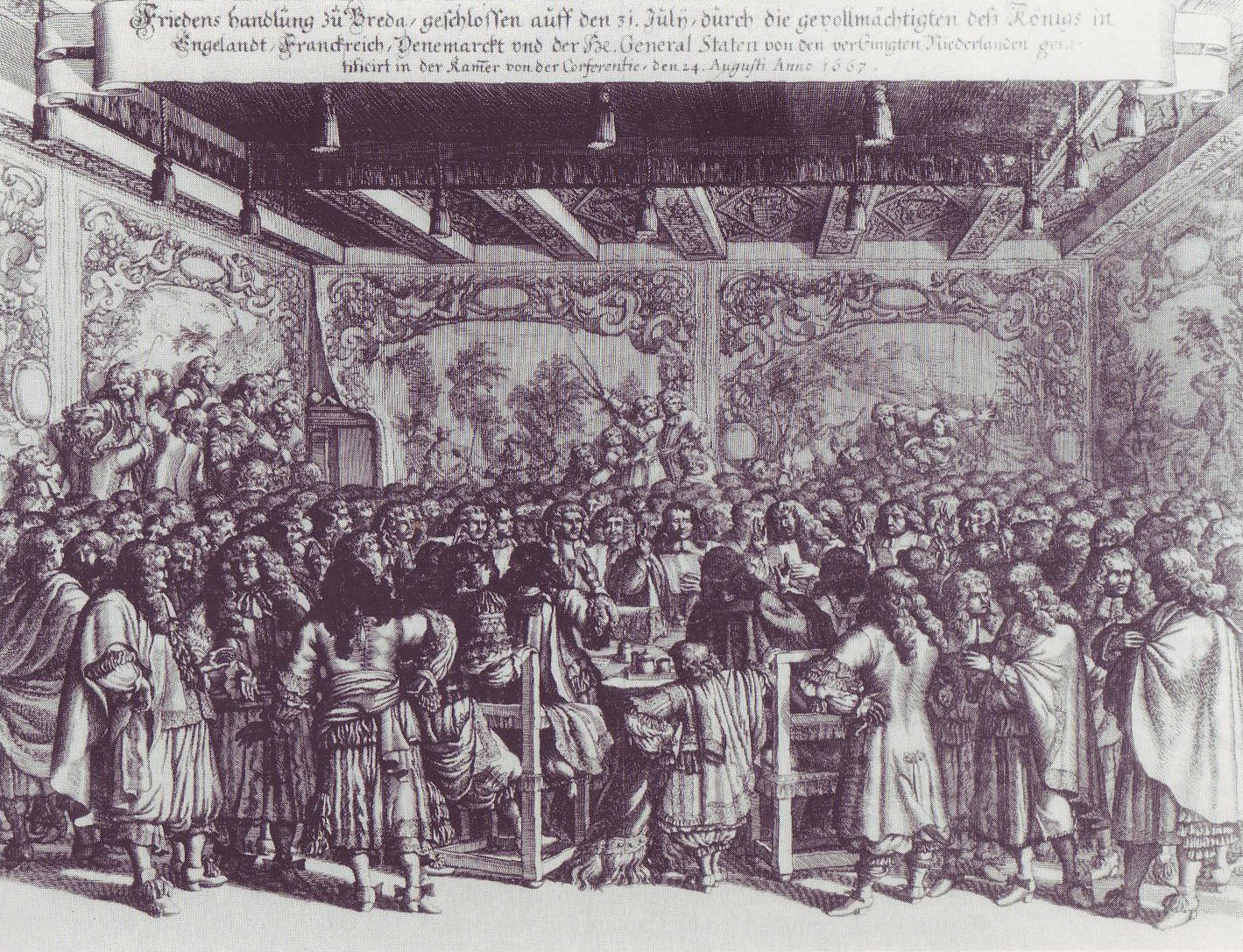
ブレダの和約締結(1667)、第二次英蘭戦争終結。

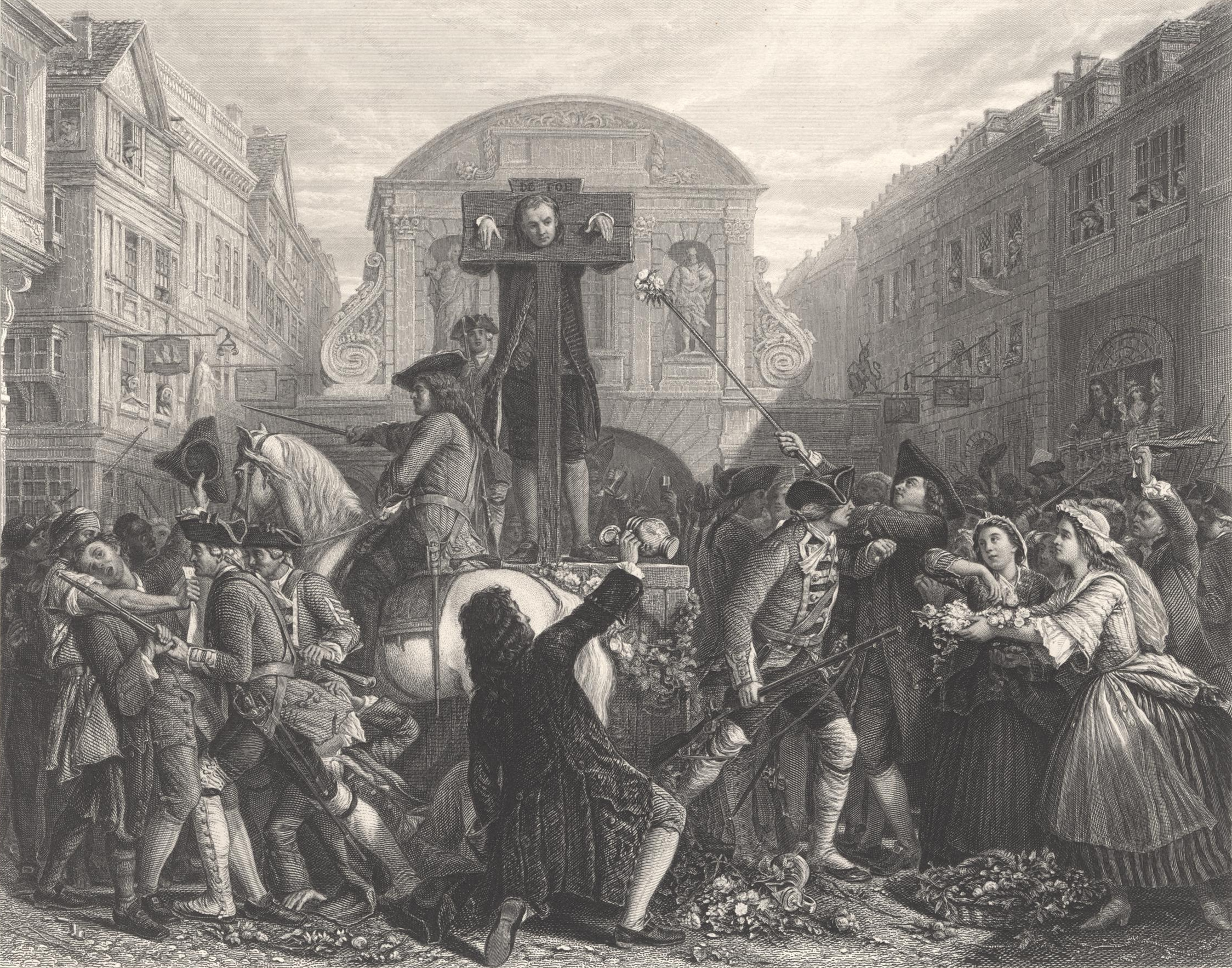
作家ダニエル・デフォー、晒し台に上げられる(1703)。

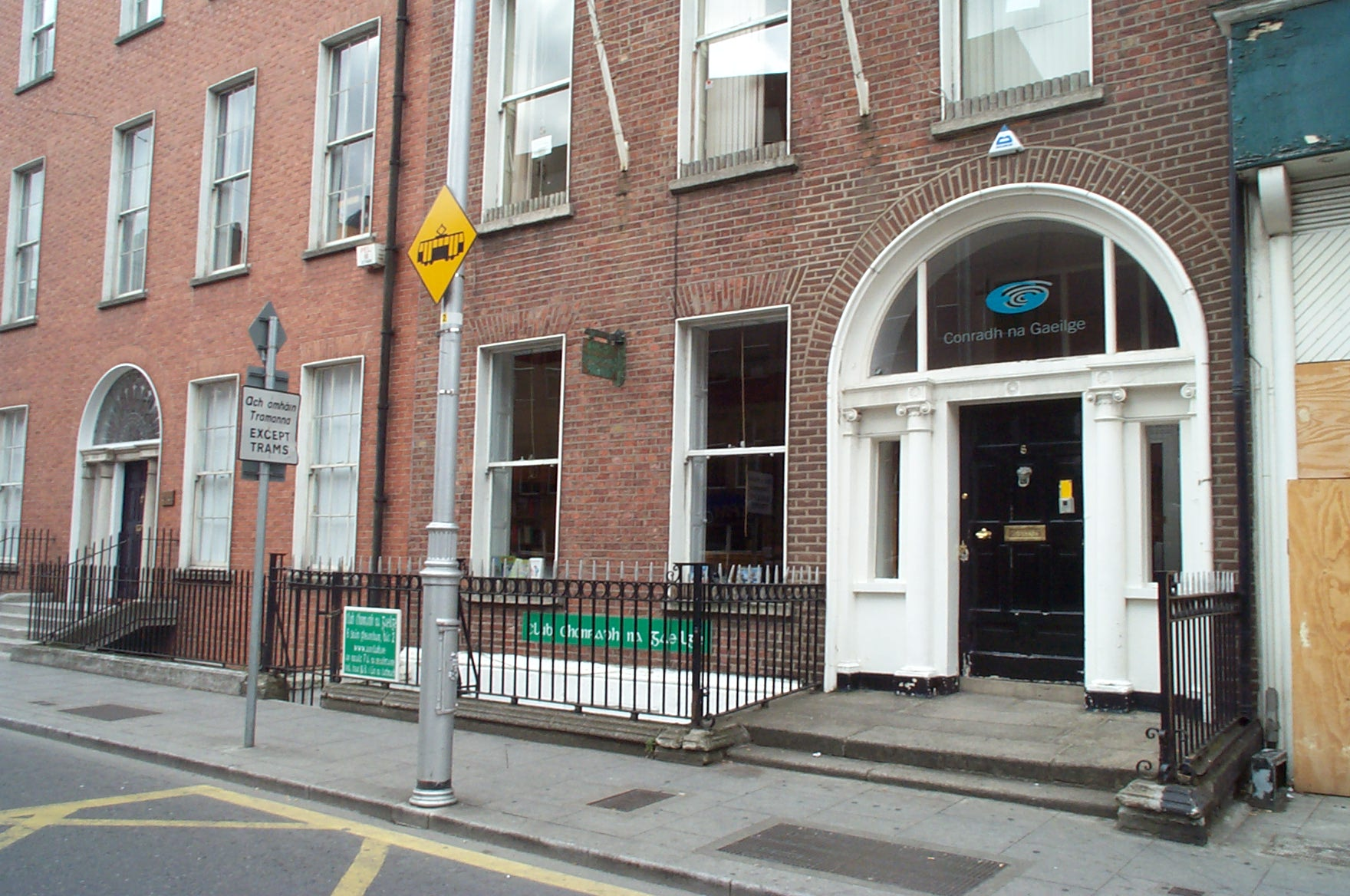
ダブリンでゲール語連盟設立(1893)

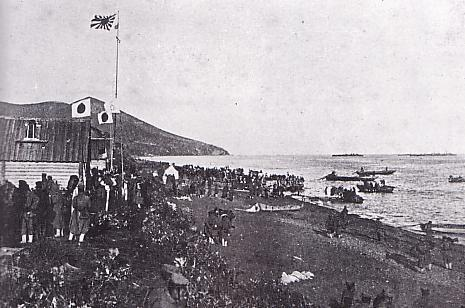
1905年樺太の戦い、日本が樺太全島を占領(1905)。画像は24日のもの。

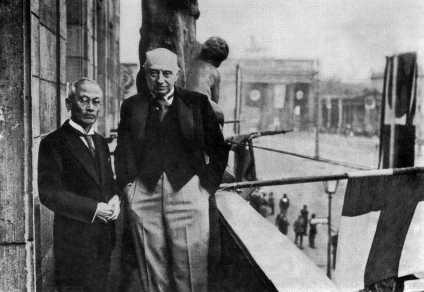
1940年東京オリンピックの開催が決定。

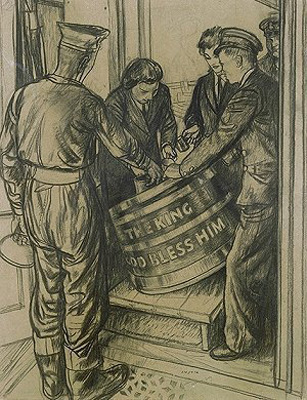
イギリス海軍、1655年から続くラム酒の支給を打ち切る(1970)。画像は1942年の支給の様子。

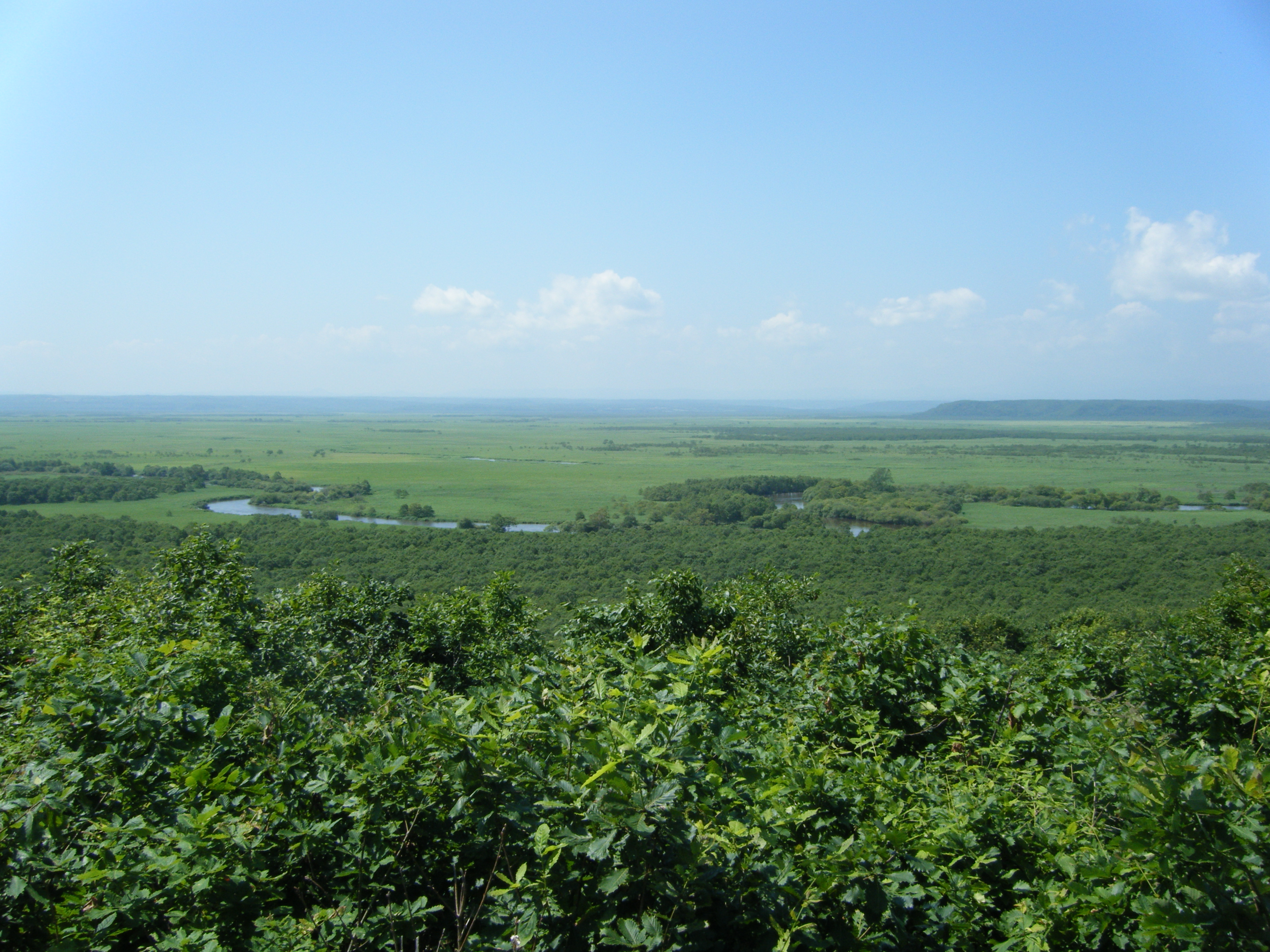
釧路湿原国立公園指定(1987)

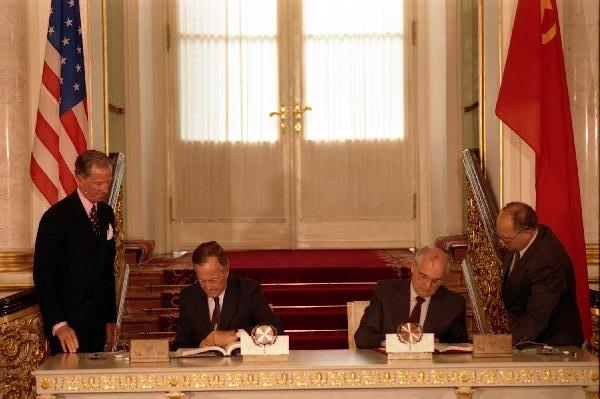
第一次戦略兵器削減条約調印(1991)。画像左がブッシュ米国大統領、右がゴルバチョフソ連大統領。

- 781年（天応元年7月6日） - 奈良時代末期、朝廷編纂の『続日本紀』に富士山噴火に伴う降灰の記録されており、富士山の最古の噴火記録になっている[1]。
- 1009年 - ピエトロ・ボッカペコーラがローマ教皇セルギウス4世として即位。
- 1110年（天永元年7月13日）- 天仁から天永に改元。
- 1451年 - 資本家ジャック・クールがシャルル7世の命により逮捕される。
- 1588年（ユリウス暦7月21日） - イギリス艦隊とスペイン無敵艦隊の間のアルマダの海戦が始まる。
- 1658年 - アウラングゼーブがムガル帝国皇帝に即位。
- 1667年 - ブレダの和約により第二次英蘭戦争が終結。
- 1703年 - イギリスの作家ダニエル・デフォーが政治的な扇動を目的としたパンフレットを作成した廉でさらし台に上げられる。
- 1888年 - 吉野川が増水。藍畑村の覚円地先で堤防が決壊したことを契機に一揆のような騒動が起きる[2]。
- 1893年 - ダブリンでゲール語連盟が設立される。
- 1895年 - バスク民族主義党設立。
- 1905年 - 日露戦争・樺太の戦い: 日本軍が樺太全島を占領下に置く。
- 1914年 - 南洋群島から酋長（原文ママ）ら22人が訪日[3]。
- 1924年 - 羽越本線が全通。敦賀 - 青森の日本海縦貫線が完成。
- 1930年 - 東海地方、近畿地方で台風接近に伴う暴風雨。木曽三川では堤防の決壊や氾濫が相次いだほか、福知山盆地ではほぼ全域が浸水した[4]。
- 1932年 - ドイツ議会の選挙が行われ、国家社会主義ドイツ労働者党（ナチ党）が230議席を獲得し第一党となる。
- 1936年 - ベルリンで開かれていたIOC総会で1940年の夏季オリンピックの東京開催が決定（日中戦争の影響で日本は1938年に開催権を返上）。
- 1937年 - 三井造船創業。
- 1941年 - ホロコースト: ヘルマン・ゲーリングがSSナンバー2のラインハルト・ハイドリヒに対し、ユダヤ人問題の最終的解決の計画を速やかに提出するよう指示。
- 1944年 - アントワーヌ・ド・サン＝テグジュペリがF-5B偵察機で偵察飛行中に地中海上空で行方不明になる。
- 1948年 - ニューヨークでアイドルワイルド空港（現ジョン・F・ケネディ国際空港）が国際空港として開港。
- 1948年 - 日本で、国家公務員の団体交渉権・スト権を否認する「政令201号」公布。
- 1952年 - 天皇・皇后が戦後初めて明治神宮に参拝。
- 1952年 - 日本テレビがテレビ放送の予備免許を取得。日本での取得第1号。
- 1954年 - 世界第2位の高峰K2がイタリアのアルディト・デシオ隊により初登頂。
- 1959年 - バスク地方の分離独立を目指す民族組織バスク祖国と自由 (ETA) が設立。
- 1964年 - シー・オービット作戦: 原子力空母「エンタープライズ」を旗艦とするアメリカ海軍第1任務部隊が、原子力艦による初の燃料無補給世界一周航海に出港する。
- 1965年 - 品川駅構内で山手線内回り電車がポイントを通過中の回送電車に側面から衝突して大破。15人負傷[5]。
- 1969年 - ローマ教皇パウロ6世が、ローマ教皇としては初めてアフリカを訪問[6]。
- 1970年 - イギリス海軍が兵士へのラム酒支給を打ち切る。
- 1970年 - コロンビア南部でマグニチュード8.0の深発地震(コロンビア地震）。
- 1970年 - 山手線に国鉄の通勤電車では初の冷房車を導入。
- 1971年 - 加賀市沖不審船事件。
- 1973年 - バーモント州バーリントン発ボストン行きのデルタ航空723便DC-9型機がボストン・ローガン国際空港への着陸に失敗、乗員乗客89名全員が死亡。 (en:Delta Air Lines Flight 723)
- 1979年 - 松下電子工業が真空管の生産を終了。日本国内での真空管生産がなくなる。
- 1981年 - 日本国内各地で部分日食。
- 1982年 - 初代日本共産党議長・野坂参三が議長を退任。
- 1982年 - 豊橋鉄道東田本線・井原-運動公園前延長開業。
- 1985年 - 潜水艇「パイセスII」が東シナ海の水深344ｍ地点で日本海軍の戦艦「大和」を発見。設計者の牧野茂氏が大和であると確認した。
- 1986年 - 大井競馬場が日本の公営競技場として初のナイター競走（愛称:トゥインクルレース）を開始。
- 1987年 - サウジアラビア・メッカでイラン人巡礼団が反米デモ。警官隊と衝突し、約400人が死亡した[7]。
- 1987年 - 北海道の釧路湿原が28番目の国立公園（釧路湿原国立公園）に指定。
- 1991年 - ジョージ・H・W・ブッシュアメリカ合衆国大統領とミハイル・ゴルバチョフソビエト連邦大統領、第一次戦略兵器削減条約（START I）に調印。冷戦の実質的終結。
- 1991年 - リトアニア・ベラルーシ国境のメディニンカイ（Medininkai）にて、7人のリトアニア警備員がソ連内務省特殊部隊（OMON）によって殺害される。
- 1991年 - この年の統一地方選挙で日本社会党が敗北した責任をとり、土井たか子委員長・山口鶴男書記長の社会党執行部は退陣。同日、後任の社会党委員長に田邊誠衆議院議員が就任。
- 1992年 - ジョージアが国連に加盟[8]。
- 1992年 - バンコク発カトマンズ行きのタイ国際航空311便エアバスA310型機が、ランタン国立公園内「ゴプテビル」（ゴプテの崖）と呼ばれる標高約3500mの山肌に激突し、乗員乗客113名全員が死亡した[9]。 (en:Thai Airways International Flight 311)
- 1992年 - 南京発アモイ行きの中国通用航空7522便Yak-42型機が離陸直後に墜落、乗員乗客126名中1名7死亡。（中国通用航空7552便離陸失敗事故）
- 1999年 - ディスカバリー計画: NASAの月探査機「ルナ・プロスペクター」が運用終了。最後に探査機を月の南極のクレーターに衝突させ、氷の蒸発による水蒸気を観測する実験が行われる。
- 1999年 - GLAYが「MAKUHARI MESSE 10TH ANNIVERSARY GLAY EXPO’99 SURVIVAL」を開催。幕張メッセに20万人を動員、国内史上最大、有料ライブの観客動員数としては世界記録。
- 2006年 - レバノン侵攻: イスラエルが48時間の空爆停止を了承。
- 2006年 - キューバのフィデル・カストロ国家評議会議長が腸からの出血、手術のため権限が一時的に弟のラウル国家評議会第一副議長に委譲される。
- 2007年 - 兵庫県豊岡市で野生のコウノトリが日本で46年ぶりに巣立ちをする。
- 2008年 - 航空自衛隊自衛隊U4多用途支援機機が中華人民共和国北京首都国際空港へ初着陸。日本国政府専用機以外で中国国内に着陸は初。
- 2015年 - マレーシアのクアラルンプールで開催された第128次IOC総会にて、2022年の冬季オリンピックの開催地が中国の北京に決定。

## 誕生日

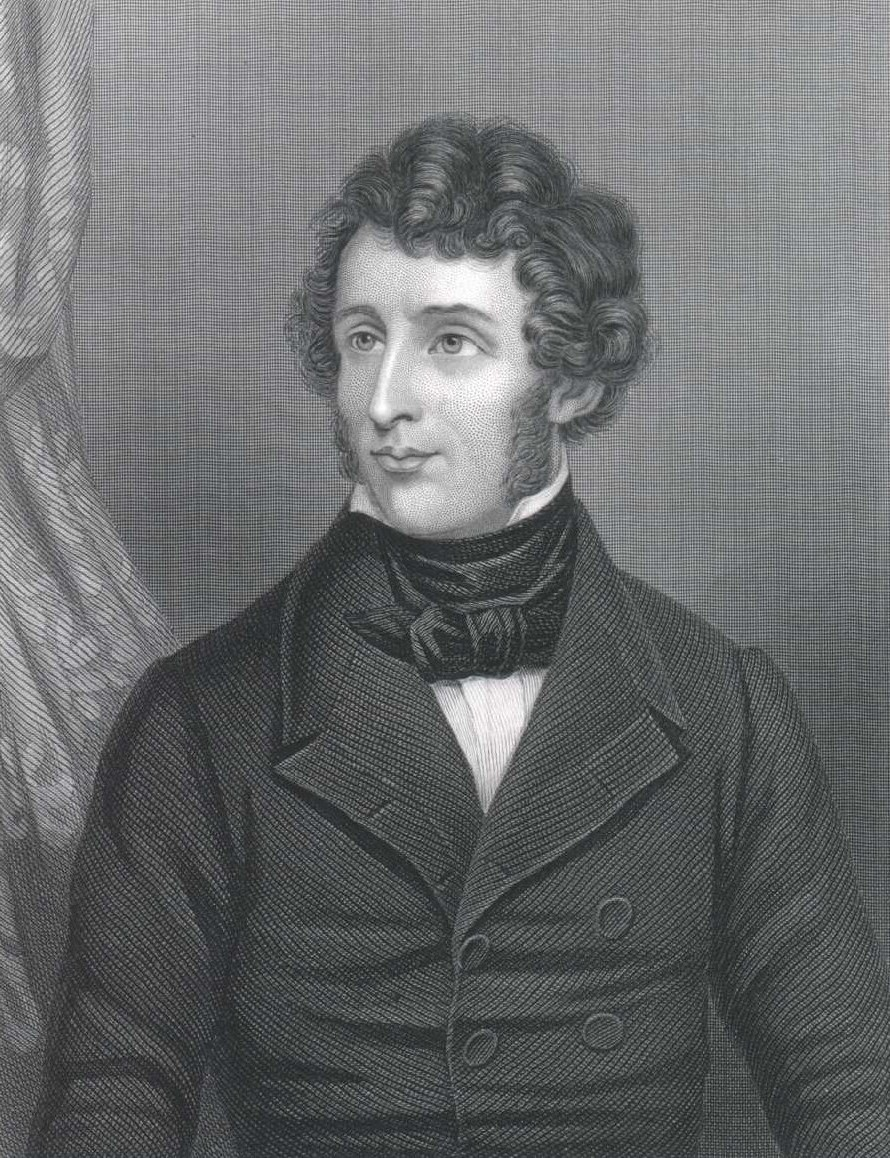
化学者フリードリヒ・ヴェーラー(1800-1882)誕生。

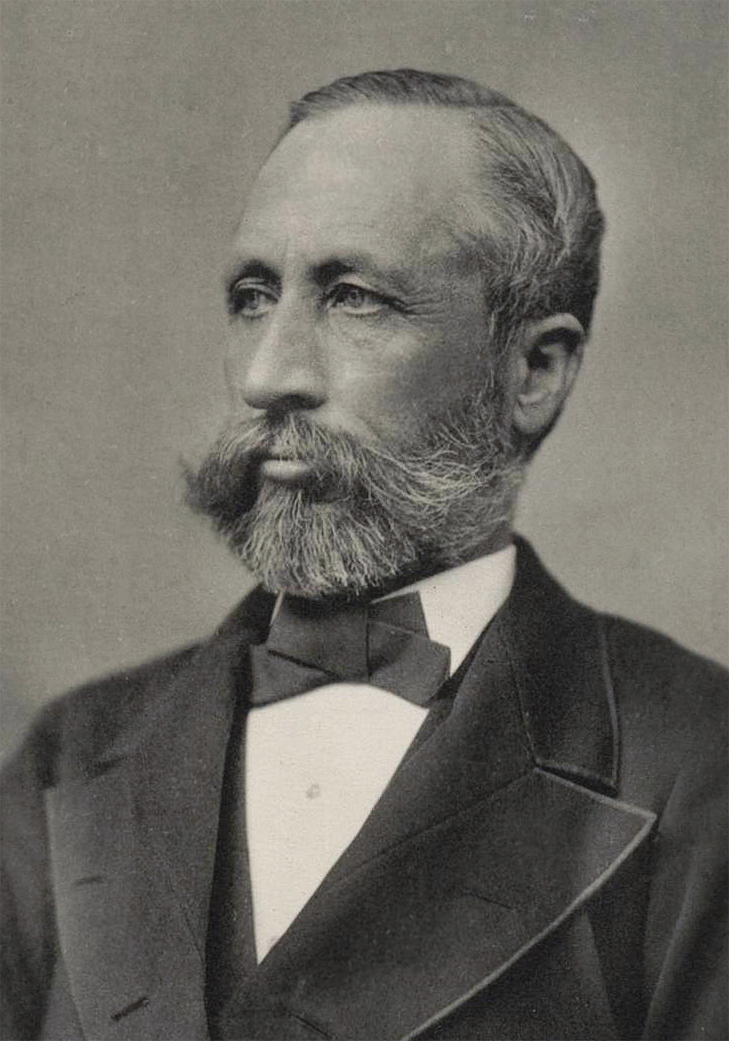
教育者ウイリアム・S・クラーク(1826-1886)誕生。

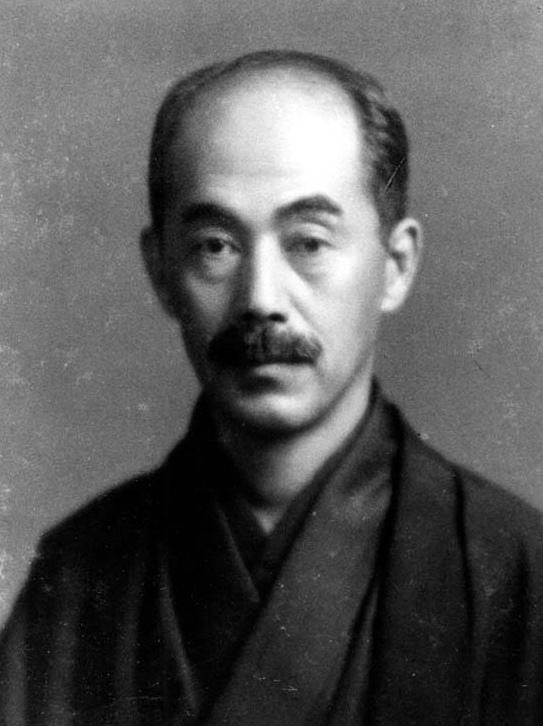
民俗学者、柳田國男(1875-1962)誕生。

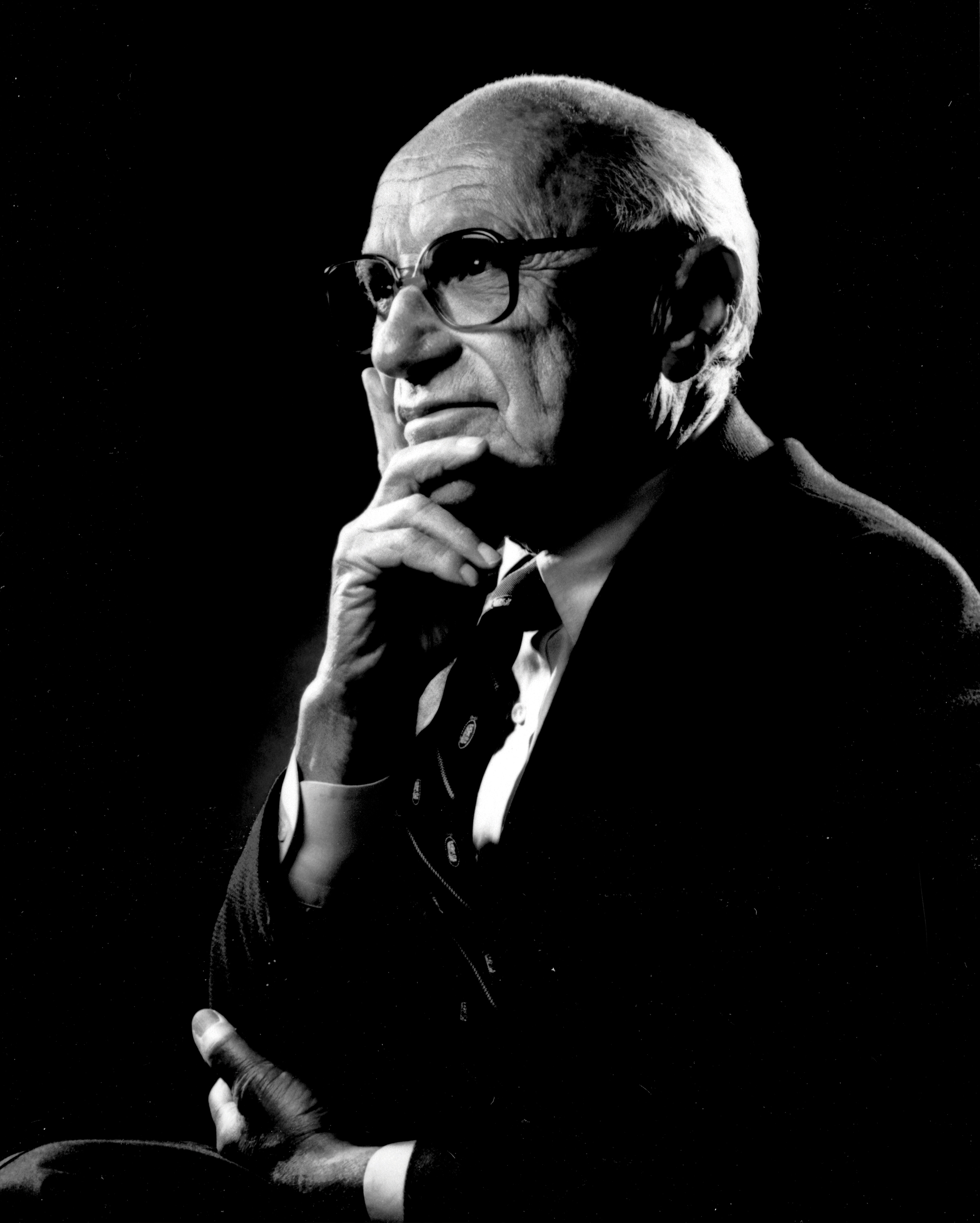
経済学者ミルトン・フリードマン(1912-2006)誕生。マネタリズムを主唱。

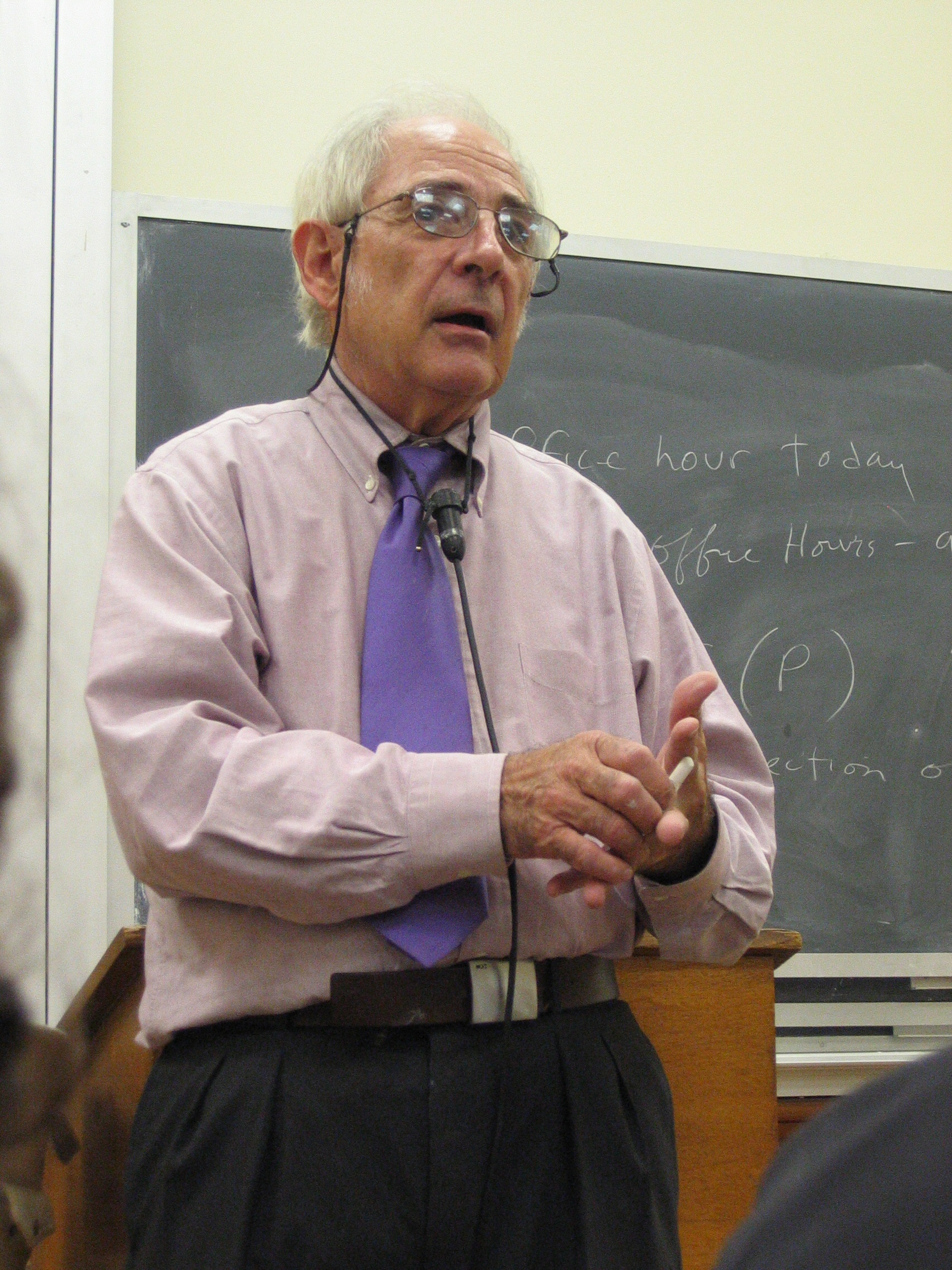
言語哲学者ジョン・サール(1932-)誕生。

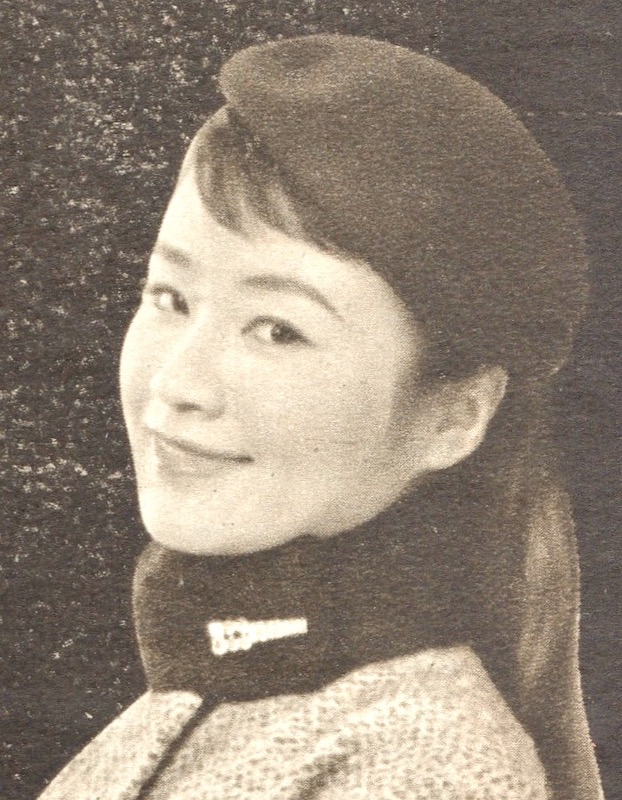
女優中原早苗(1935-2012)誕生。映画監督深作欣二と添い遂げた。

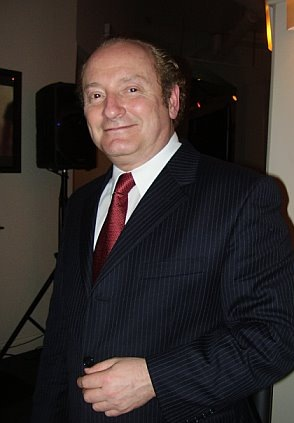
経済学者ロバート・マートン(1944-)誕生。

- 1777年 （安永6年6月27日） - 土井利義、第5代大野藩主 （+ 1818年）
- 1790年 （寛政2年6月20日） - 松浦良、第7代平戸新田藩主 （+ 1815年）
- 1800年 - フリードリヒ・ヴェーラー、化学者（+ 1882年）
- 1802年 - イグナシー・ドメイコ、地質学者、鉱物学者（+ 1889年）
- 1810年 - ユリアン・フォンタナ、法律家、著述家、起業家、作曲家（+ 1869年）
- 1826年 - ウイリアム・S・クラーク、教育者（+ 1886年）
- 1858年（安政5年6月21日） - 山田東次、法学者、教育者、政治家、元和仏法律学校（現法政大学）理事（+ 1899年）
- 1868年 - 花井卓蔵、弁護士、政治家（+ 1931年）
- 1875年 - 柳田國男、民俗学者（+ 1962年）
- 1886年 - ラリー・ドイル、プロ野球選手（+ 1974年）
- 1897年 - 中村高一、弁護士、政治家（+ 1981年）
- 1901年 - ジャン・デュビュッフェ、画家（+ 1985年）
- 1912年 - ミルトン・フリードマン、経済学者（+ 2006年）
- 1912年 - ビル・ブラウン、元クリケット選手（+ 2008年）
- 1914年 - 長岡三重子、水泳選手、実業家、能楽師（+ 2021年）
- 1917年 - 三木睦子、三木武夫元首相夫人（+ 2012年）
- 1921年 - 陶隆司、俳優（+ 2010年）
- 1921年 - ピーター・ベネンソン、アムネスティ・インターナショナル創立者（+ 2005年）
- 1921年 - 藤原弘達、政治学者、評論家（+ 1999年）
- 1923年 - 鍛冶千鶴子、評論家（+ 2018年）
- 1926年 - 山部俊郎、囲碁棋士（+ 2000年）
- 1929年 - 平野清、政治家（+ 2002年）
- 1931年 - 石森史郎、脚本家（+ 2025年）
- 1932年 - 堂本暁子、政治家、ジャーナリスト、第16代・17代千葉県知事
- 1932年 - ジョン・サール、哲学者
- 1934年 - 福田昌久、プロ野球選手（+ 1988年）
- 1935年 - 中原早苗、女優（+ 2012年）
- 1941年 - 新治伸治、プロ野球選手（+ 2004年）
- 1942年 - 石立鉄男、俳優（+ 2007年）
- 1942年 - ダニエル・ブーン、シンガーソングライター
- 1944年 - 中村光良、元プロ野球選手
- 1944年 - ロバート・マートン、経済学者
- 1945年 - 浅利正勝、スキージャンプ選手、監督（+ 2004年）
- 1946年 - 古田忠士、プロ野球選手（+ 2014年）
- 1947年 - 平井雄二、元調教師、元騎手
- 1947年 - 和泉雅子、女優（+ 2025年）
- 1947年 - 山崎照朝、武道家、空手家、元キックボクサー、格闘技評論家（+ 2025年）
- 1949年 - 坂本あきら、俳優
- 1950年 - 中村美律子、演歌歌手
- 1950年 - 長沢ヒロ、ベーシスト
- 1951年 - 鈴木桂一郎、アナウンサー
- 1951年 - 大竹憲治、元プロ野球選手
- 1953年 - 岡崎友紀、女優
- 1953年 - 古谷徹、声優
- 1953年 - 小坂恭子、シンガーソングライター
- 1953年 - 京村英二、実業家
- 1954年 - 穂坂雅之、実業家、楽天カード社長、楽天証券会長
- 1956年 - 松原仁、政治家、第85代国家公安委員会委員長
- 1956年 - マイケル・ビーン、俳優
- 1957年 - 牧野誠三、アナウンサー
- 1957年 - 杉村繁、元プロ野球選手
- 1957年 - 木下智裕、元プロ野球選手
- 1958年 - 阿部文明、元陸上競技選手
- 1959年 - 平田勝男、元プロ野球選手
- 1959年 - 奥田智子、九州朝日放送アナウンサー
- 1961年 - 服部真澄、小説家
- 1962年 - ウェズリー・スナイプス、俳優
- 1962年 - 利重剛、俳優、映画監督
- 1962年 - 黛まどか、俳人
- 1962年 - ケビン・グリーン、アメリカンフットボール選手、指導者（+ 2020年）
- 1964年 - 坂井永年、イラストレーター
- 1965年 - 飯島健男、ゲームクリエイター
- 1965年 - あさのまさひこ、フリーライター、モデラ―
- 1965年 - J・K・ローリング、作家
- 1966年 - 松山吉之、元サッカー選手
- 1966年 - ケビン・マーティン、カーリング選手
- 1967年 - 岩田光央、声優
- 1967年 - 中山秀征、タレント
- 1967年 - 松本光一、実業家
- 1967年 - 本田美奈子.、歌手（+ 2005年）
- 1968年 - 島田律子、タレント、エッセイスト
- 1969年 - アントニオ・コンテ、元サッカー選手、指導者
- 1970年 - 山田きのこ、声優
- 1972年 - 岡本南、歌手
- 1972年 - 宮田正直、元プロ野球選手
- 1973年 - 大橋利恵、歌手
- 1974年 - 土屋征夫、サッカー選手
- 1975年 - 吉岡秀樹、アナウンサー
- 1975年 - 富樫直美、元プロボクサー
- 1975年 - ゲーブ・キャプラー、元プロ野球選手
- 1976年 - 髙橋明希、実業家、武蔵境自動車教習所社長
- 1976年 - 鶴木陽子、元アナウンサー
- 1976年 - 山根巌、元サッカー選手
- 1976年 - 萩村滋則、元サッカー選手
- 1977年 - 川崎由紀子、フィギュアスケーター
- 1978年 - 加藤淳也、タレント、ラジオパーソナリティ、シンガーソングライター
- 1978年 - ウィル・チャンピオン、ミュージシャン（coldplay）
- 1978年 - ジャスティン・ウィルソン、レーシングドライバー（+ 2015年）
- 1979年 - J.J.ファーマニアック、プロ野球選手
- 1979年 - アンディ・バンヘッケン、元プロ野球選手
- 1979年 - 赤松寛子、元グラビアアイドル、元タレント
- 1980年 - 愛内里菜、歌手
- 1980年 - 内藤真人、陸上競技選手
- 1980年 - 小杉夕子、元プロレスラー
- 1980年 - ミルズ・ムリアイナ、ラグビー選手
- 1981年 - 八つ橋てまり、お笑いタレント
- 1981年 - 三村芳織、囲碁棋士
- 1981年 - 糸井嘉男、元プロ野球選手
- 1981年 - アダム・バス、プロ野球選手
- 1981年 - ブレット・ハーパー、元プロ野球選手
- 1982年 - 尾崎里奈、気象予報士
- 1982年 - 中島宏之、プロ野球選手
- 1982年 - 田中隼磨、サッカー選手
- 1982年 - 小関桃、元プロボクサー
- 1983年 - JP、ものまねタレント
- 1983年 - 矢口アサミ、声優
- 1983年 - 水島愛、元レースクイーン
- 1984年 - 岡村麻純、女優
- 1984年 - 栗原恵、元バレーボール選手
- 1984年 - 那須麻衣子、元サッカー選手
- 1985年 - 合原明子、アナウンサー
- 1985年 - 張元準、プロ野球選手
- 1985年 - ブライミン・キプロプ・キプルト、陸上競技選手
- 1986年 - 岩井勇気、お笑い芸人（ハライチ）
- 1986年 - 石本学、サッカー選手、フットサル選手
- 1986年 - 興梠慎三、サッカー選手
- 1986年 - 須田幸太、元プロ野球選手
- 1986年 - ゾルターン・ケレメン、フィギュアスケート選手
- 1987年 - 高瀬友規奈、女優
- 1988年 - 外崎友亮、声優
- 1988年 - 遠藤舞、元タレント、元アイドル（元アイドリング!!!3号）
- 1988年 - 諏訪部貴大、元野球選手
- 1988年 - 崔暁、元プロ野球選手
- 1989年 - 石橋穂乃香、女優
- 1989年 - 竹井奈美、競艇選手
- 1989年 - ビクトリア・アザレンカ、テニス選手
- 1989年 - アリーナ・フョードロワ、陸上競技選手
- 1990年 - 鳥部万里子、声優
- 1990年 - 大城友弥、歌手
- 1990年 - 長谷川智広、漫画家
- 1990年 - 佐藤大佑、競艇選手
- 1990年 - 林田悟志、アナウンサー
- 1990年 - 赤川克紀、元プロ野球選手
- 1990年 - 木本幸広、元プロ野球選手
- 1990年 - レイチェル・キング、騎手
- 1990年 - ディエゴ・ファッブリーニ、サッカー選手
- 1991年 - 鉢嶺七奈、タレント
- 1992年 - ニコラス・エドワーズ、歌手
- 1992年 - ホセ・フェルナンデス、プロ野球選手（+ 2016年）
- 1993年 - 鈴木きらら、アイドル（元SKE48）
- 1994年 - 真玉橋さや、タレント
- 1994年 - 狩野行寿、元プロ野球選手
- 1995年 - 関谷真由、アイドル（元アイドリング!!!32号、中野風女シスターズ/風男塾(柚希関汰名義)）
- 1995年 - ミヌ、歌手（BOYFRIEND）
- 1995年 - 八木アリサ、ファッションモデル
- 1995年 - 亀倉龍希、サッカー代理人、元サッカー選手
- 1996年 - 林家ぽん平、落語家
- 1997年 - RaMu、グラビアアイドル
- 1997年 - 緒方佑奈、声優
- 1997年 - 岩田幸宏、プロ野球選手
- 1998年 - YOSUKE、ミュージシャン（SPYAIR）
- 1998年 - 山川泰熙、将棋棋士
- 1998年 - 黒川京介、オートレーサー
- 1999年 - HEECHAN、アイドル、ミュージシャン（DKB）
- 1999年 - 吉村恵里子、TBSアナウンサー
- 2000年 - 元永好多朗、陸上競技選手
- 2001年 - 髙橋凜、バレーボール選手
- 2003年 - 松本来夢、女優
- 2003年 - 平尾帆夏、アイドル（日向坂46）
- 2005年 - 舩橋京汰、サッカー選手
- 2007年 - 久昌歩夢、アーティスト（ONE LOVE ONE HEART）
- 2008年 - 横山歩、俳優
- 2009年 - 梶原叶渚、女優、モデル
- 生年不詳 - 石飛幸治、俳優
- 生年不詳 - 奈日抽ねね、アイドル（GEMS COMPANY）、Vtuber
- 生年不詳 - Nao、ドラム奏者（アリス九號.）
- 生年不詳 - 岩元里夏、声優
- 生年不詳 - 川辺俊介、声優
- 生年不詳 - 野中カオリ、声優
- 生年不詳 - 瞳ゆゆ、アナウンサー、元宝塚歌劇団花組娘役
- 生年不詳 - 山崎彩奈、信越放送アナウンサー

## 忌日

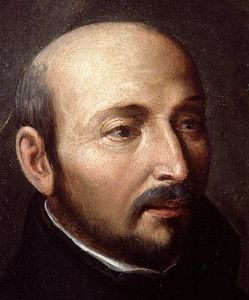
イエズス会イグナチオ・デ・ロヨラ(1491-1556)没。

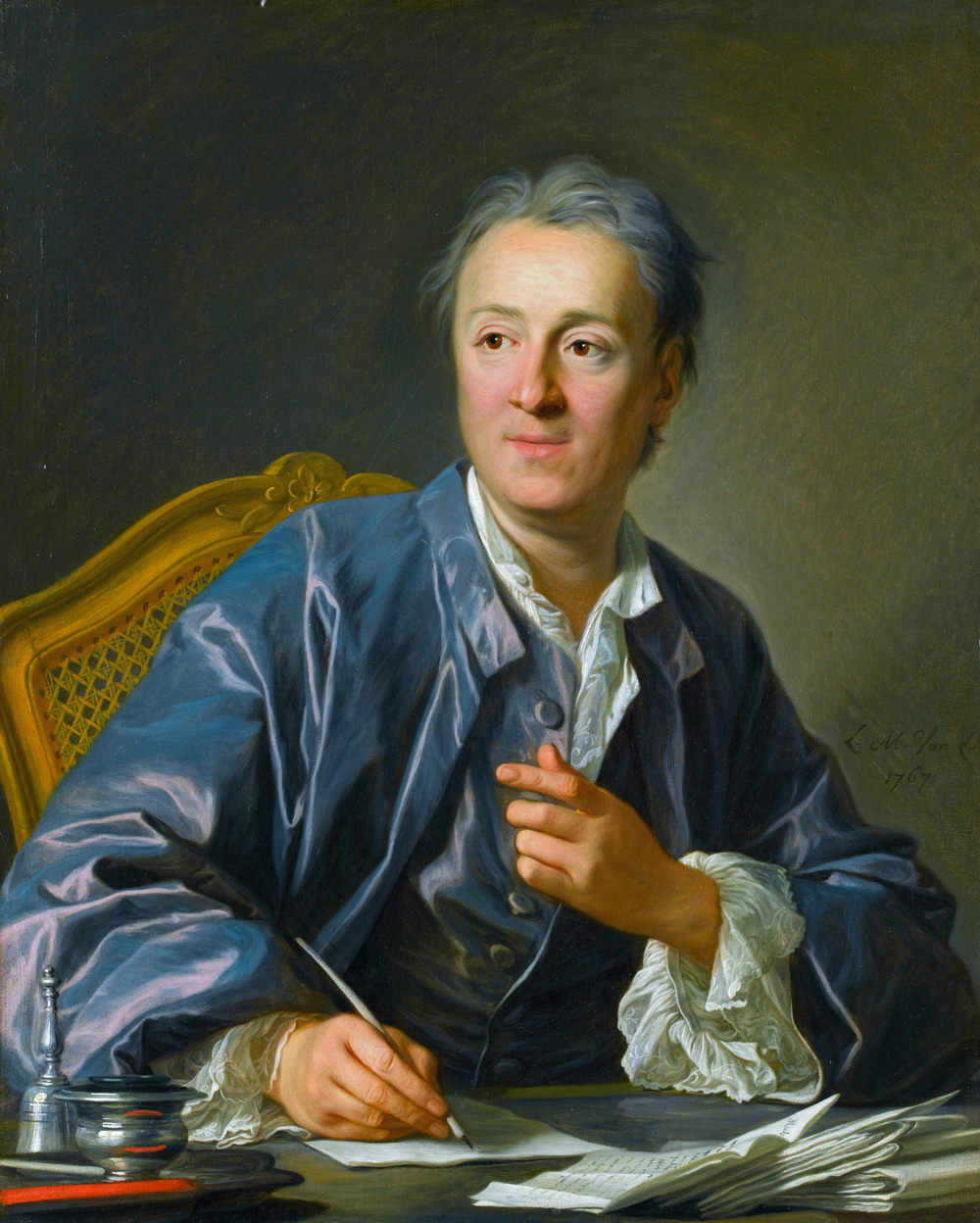
啓蒙思想家ドゥニ・ディドロ(1713-1784)没。

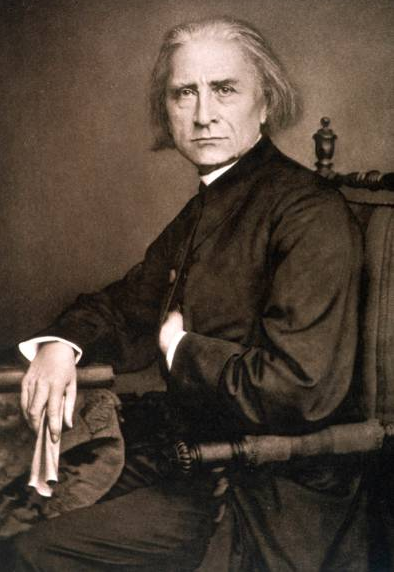
作曲家フランツ・リスト(1811-1886)没。

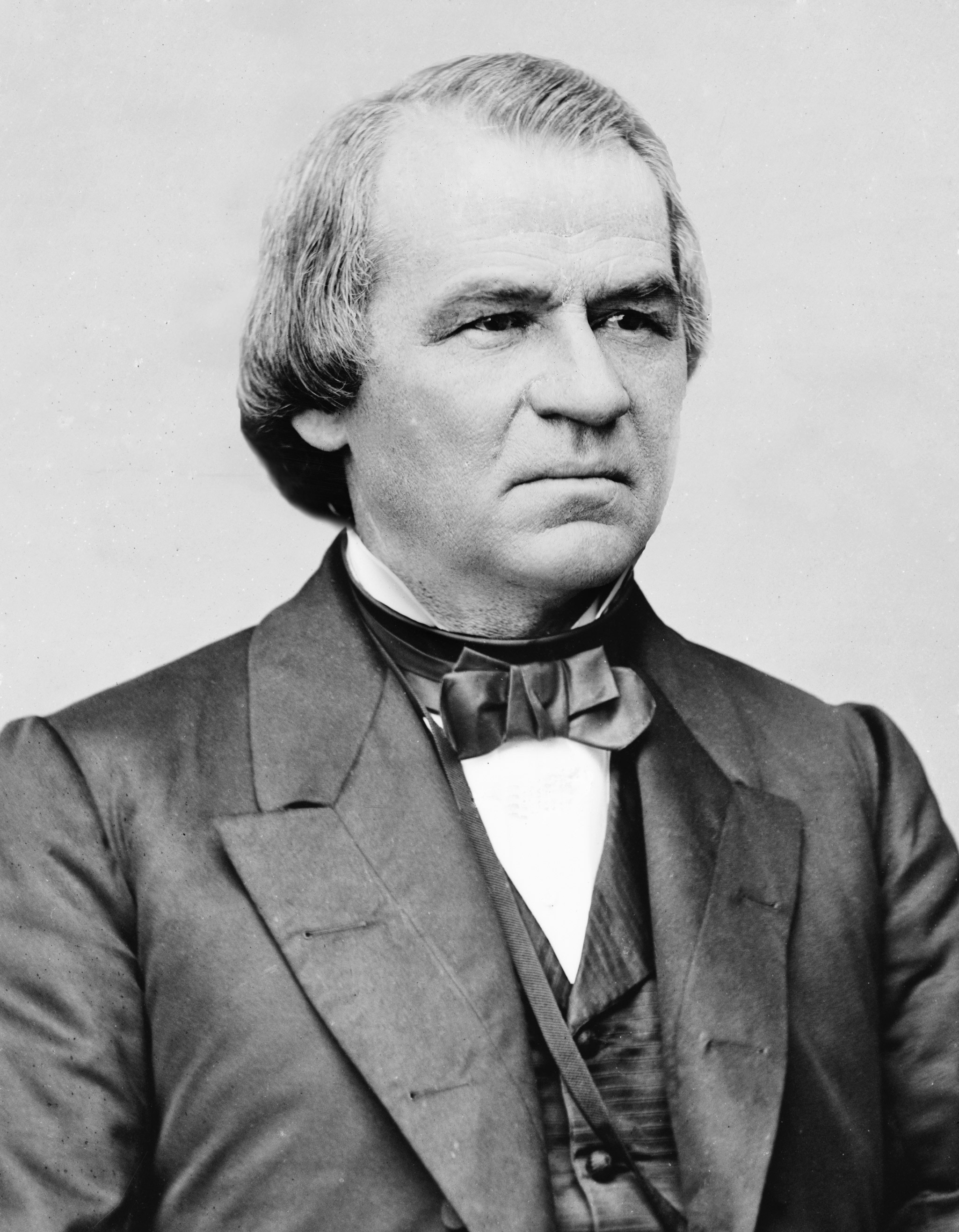
第17代アメリカ合衆国大統領アンドリュー・ジョンソン(1808-1875)没。

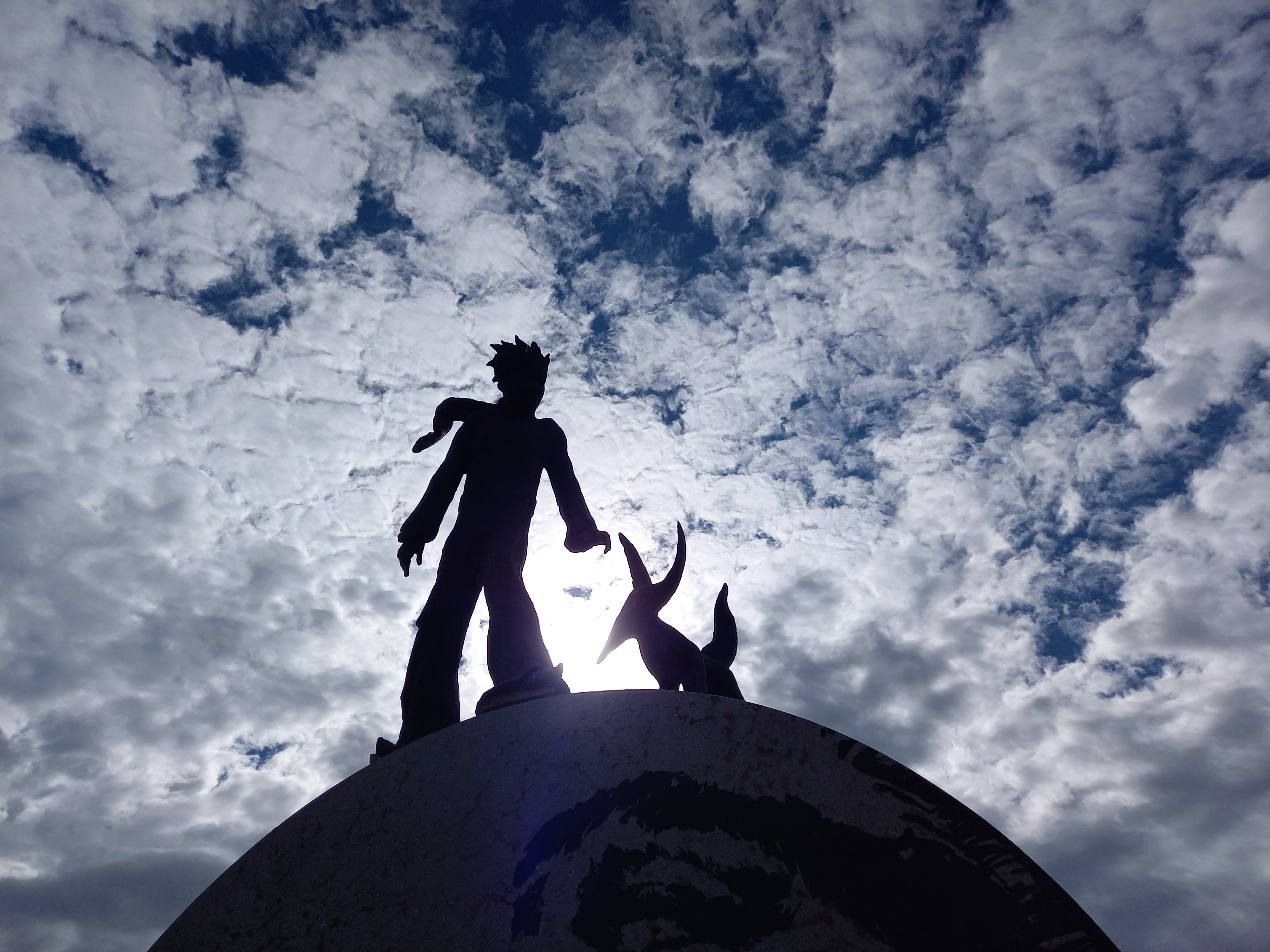
作家・飛行士アントワーヌ・ド・サン＝テグジュペリ(1900-1944)没。画像はガイヤール城にある「星の王子さまとキツネ」の彫像。

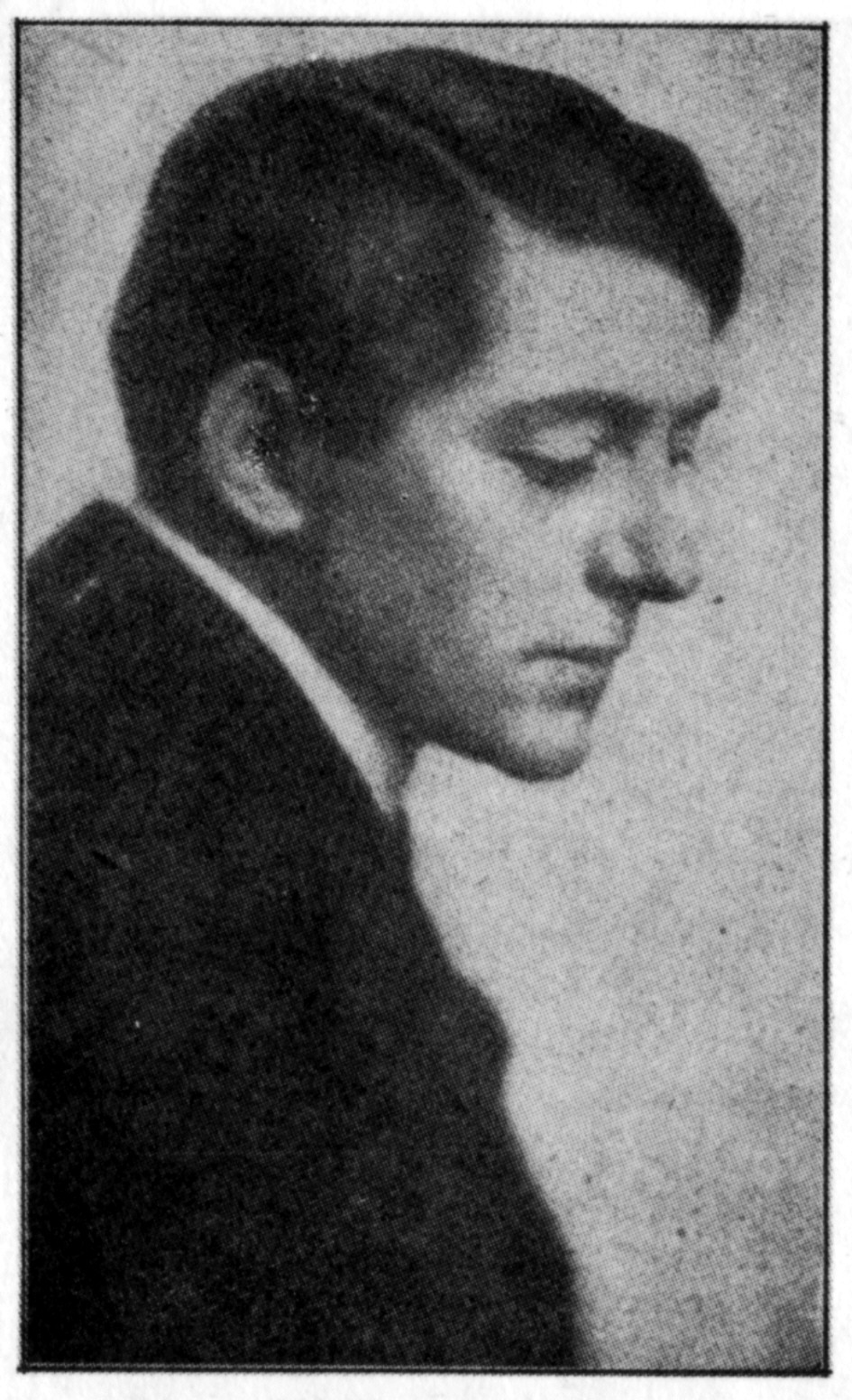
児童文学作家ワルデマル・ボンゼルス(1880-1952)没。

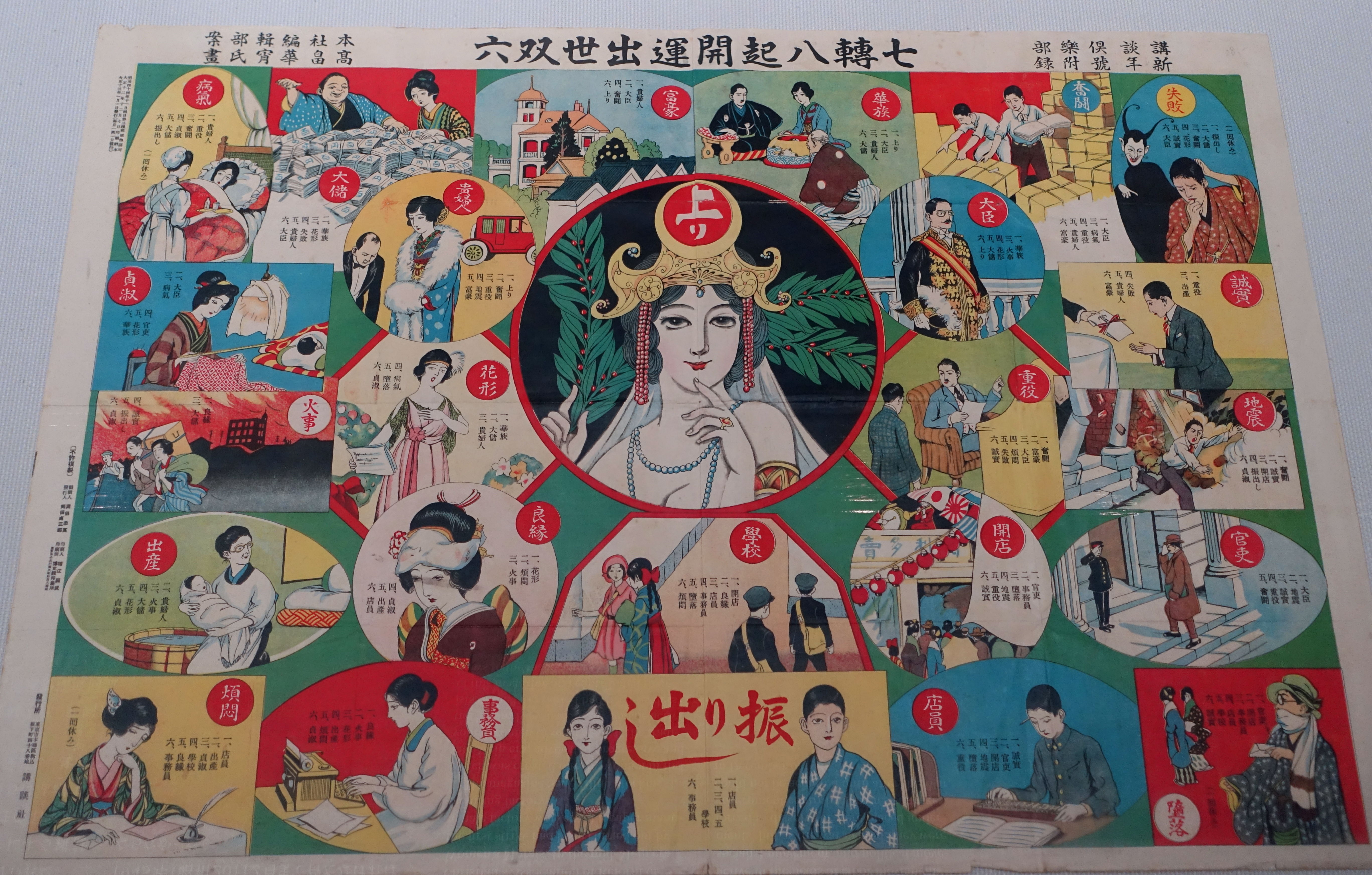
画家高畠華宵(1888-1966)没。画像は『七転八起開運出世双六』(1924)。

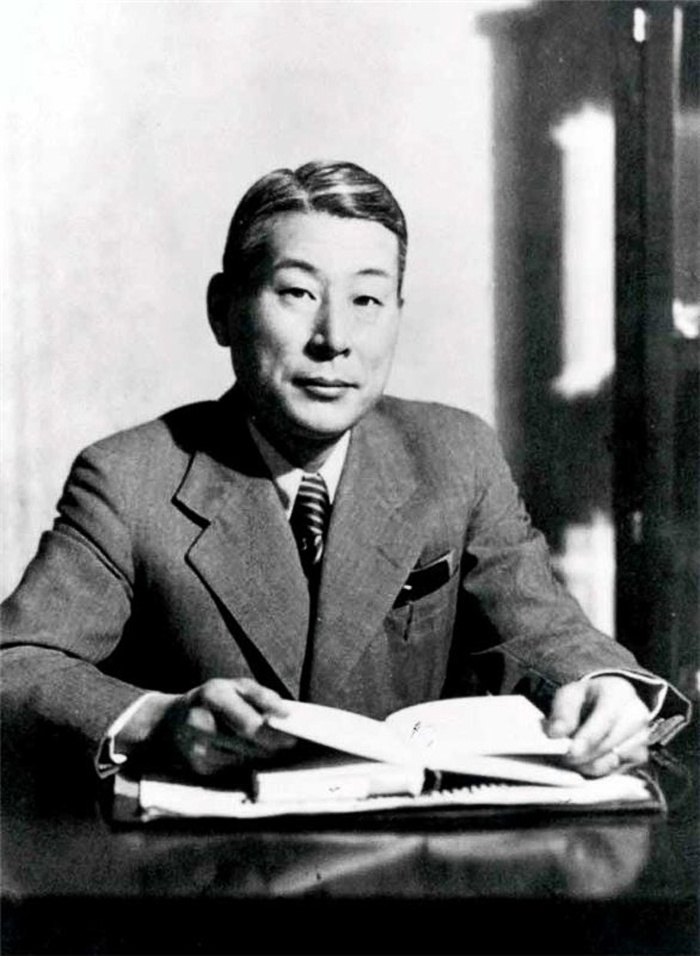
外交官杉原千畝(1900-1986)没。

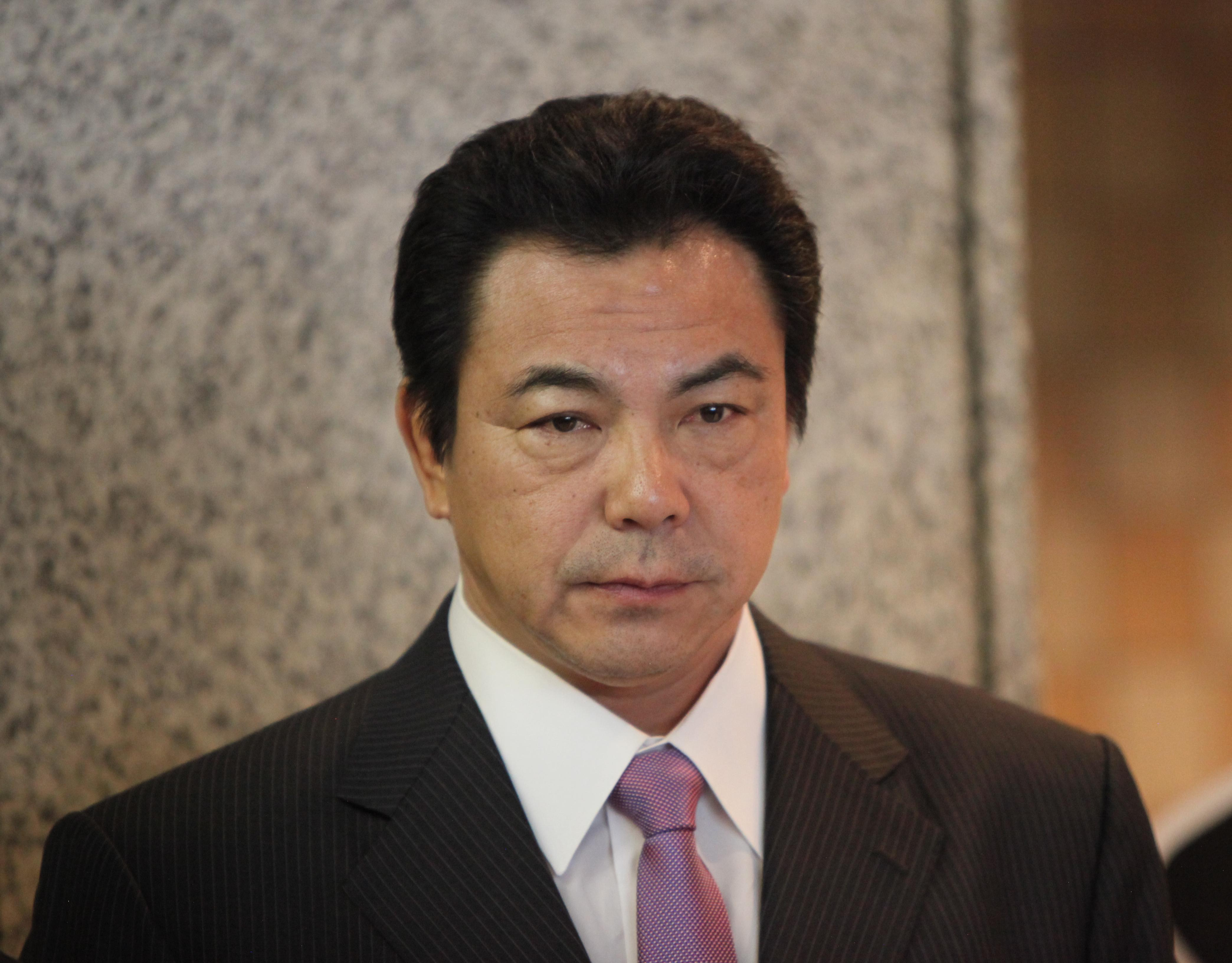
第58代横綱千代の富士貢(1955-2016)没。画像は引退後の九重親方時代。

### 人物
- 1556年 - イグナチオ・デ・ロヨラ、イエズス会創立者・初代総長（* 1491年）
- 1741年（寛保元年6月19日） - 奈古屋里人、周防国徳山藩士（* 1671年）
- 1750年 - ジョアン5世、ポルトガル王国ブラガンサ朝国王（* 1689年）
- 1784年 - ドゥニ・ディドロ、哲学者、作家（* 1713年）
- 1813年（文化10年7月5日） - 蒲生君平、儒学者（* 1768年）
- 1875年 - アンドリュー・ジョンソン、政治家、第17代アメリカ合衆国大統領（* 1808年）
- 1886年 - フランツ・リスト、作曲家、ピアニスト（* 1811年）
- 1895年 - トーマス・ウェード、外交官、中国語研究者（* 1818年）
- 1913年 - ジョン・ミルン、鉱山技師、地震学者、人類学者、考古学者（* 1850年）
- 1934年 - エミール・シェフネッケル、画家（* 1851年）
- 1944年 - アントワーヌ・ド・サン＝テグジュペリ、作家（* 1900年）
- 1952年 - ワルデマル・ボンゼルス、児童文学作家（* 1880年）
- 1954年 - オノフレ・マリモン、レーシングドライバー（* 1923年）
- 1963年 - カーティス・カウンス、ジャズ・ダブルベース奏者（* 1926年）
- 1965年 - 伊藤泰吉、政治家、朝鮮総督府官僚、元埼玉県川越市長（* 1899年）
- 1966年 - 高畠華宵、画家（* 1888年）
- 1966年 - バド・パウエル、ピアニスト、作曲家（* 1924年）
- 1968年 - 天羽英二、外交官（* 1887年）
- 1972年 - ドッド・プロクター、画家（* 1890年）
- 1972年 - ポール＝アンリ・スパーク、政治家、元ベルギー首相（* 1899年）
- 1973年 - 東富士欽壹、大相撲第40代横綱（* 1921年）
- 1975年 - 加東大介、俳優（* 1911年）
- 1978年 - 小比類巻富雄、政治家、元青森県上北郡大三沢町長・三沢市長（* 1911年）
- 1983年 - 土倉冨士雄、実業家、元カルピス食品工業社長（* 1908年）
- 1983年 - エバ・パブリック、フィギュアスケート選手（* 1927年）
- 1986年 - 杉原千畝、外交官（* 1900年）
- 1986年 - 占部都美、経営学者、神戸大学名誉教授（* 1920年）
- 1986年 - 鈴木俊子、ノンフィクション作家（* 1928年）
- 1988年 - アンドレ・ナヴァラ、チェリスト（* 1911年）
- 1988年 - 前野曜子、歌手（* 1948年）
- 1989年 - 犬飼哲夫、動物学者（* 1897年）
- 1990年 - 小川芳男、英語学者、東京外国語大学名誉教授、神田外語大学初代学長（* 1908年）
- 1993年 - ボードゥアン1世、ベルギー第5代国王（* 1930年）
- 1995年 - 山野愛子、美容家（* 1909年）
- 1995年 - 平岡瑤子、三島由紀夫の妻（* 1937年）
- 1997年 - 料治直矢、ニュースキャスター（* 1935年）
- 1997年 - 浅野賢澄、実業家（* 1916年）
- 1998年 - 若林淳至、元プロ野球選手（* 1946年）
- 2000年 - 比嘉悦雄、実業家、ワイ・ヒガ・コーポレーション（現ヒガ・インダストリーズ）、ジェーシー・フーズ（現デルソーレ）、日本ペプシコーラ創業者（* 1915年）
- 2000年 - ラルス・ヤンソン、小説家、漫画家（* 1926年）
- 2001年 - ポール・アンダースン、SF作家（* 1926年）
- 2004年 - 朱里エイコ、歌手（* 1948年）
- 2005年 - 佐藤徳雄、政治家（* 1928年）
- 2005年 - ウィム・ドイセンベルク、銀行家、政治家、欧州中央銀行初代総裁（* 1935年）
- 2006年 - 鶴見和子、社会学者（* 1918年）
- 2006年 - 野元菊雄、言語学者（* 1922年）
- 2006年 - 吉村昭、小説家（* 1927年）
- 2006年 - 金子宗平、円盤投げ選手（*1937年)
- 2006年 - 高橋明、元プロ野球選手（* 1942年）
- 2007年 - 斎藤良輔、脚本家（* 1910年）
- 2007年 - ノーマン・コーン、歴史学者（* 1915年）
- 2007年 - R・D・ウィングフィールド、放送作家（* 1928年）
- 2008年 - 八木正夫、美術造形家、ガメラの造形者（* 1926年）
- 2008年 - 李清俊、小説家（* 1939年）
- 2009年 - 金東振、作曲家、バイオリニスト、指揮者（* 1913年）
- 2009年 - ジャン＝ポール・ルシヨン、俳優、演出家（* 1931年）
- 2009年 - ボビー・ロブソン、サッカー選手、監督（* 1933年）
- 2009年 - 王屾、バスケットボール選手（* 1990年）
- 2010年 - スーゾ・チェッキ・ダミーコ、脚本家（* 1914年）
- 2010年 - 高津住男、俳優、演出家、劇作家（* 1936年）
- 2010年 - トム・マンキーウィッツ、脚本家、映画監督、映画プロデューサー（* 1942年）
- 2011年 - 中山研一、刑法学者、京都大学名誉教授（* 1927年）
- 2011年 - 町田章、考古学者、元奈良国立文化財研究所所長（* 1939年）
- 2012年 - 三木睦子、三木武夫元首相夫人（* 1917年）
- 2012年 - ゴア・ヴィダル、小説家、劇作家、評論家、脚本家、俳優、政治活動家（* 1925年）
- 2012年 - ルーチョ・クアラントット、音楽家（* 1957年）
- 2013年 - 王作榮、経済学者、元監察院院長（* 1919年）
- 2013年 - マイケル・アンサラ、俳優、声優（* 1922年）
- 2013年 - 平山亨、映画監督、テレビプロデューサー（* 1929年）
- 2013年 - 川瀬白秋、筝曲、胡弓演奏家（* 1930年）
- 2013年 - 中村博彦、政治家（* 1943年）
- 2013年 - 稲垣太成、プロゴルファー（* 1955年）
- 2014年 - 土建屋よしゆき、タレント（* 1955年）
- 2014年 - 深津篤史、劇作家、演出家（* 1967年）
- 2015年 - ビリー・ピアース、プロ野球選手（* 1927年）
- 2015年 - 北野利信、経営学者、大阪大学名誉教授（* 1928年）
- 2015年 - 加藤武、俳優、文学座代表（* 1929年）
- 2016年 - シーモア・パパート、コンピューター工学者、発達心理学者（* 1928年）
- 2016年 - 千代の富士貢、大相撲第58代横綱、年寄13代九重（* 1955年）
- 2017年 - ジャンヌ・モロー、女優、歌手、脚本家、映画監督（* 1928年）
- 2017年 - 大賀寛、バリトン歌手、昭和音楽大学名誉教授、日本オペラ協会創立者（* 1929年）
- 2017年 - チャック・ローブ、ギタリスト（* 1955年）
- 2018年 - タイヘイ夢路、漫才師（タイヘイトリオ）（* 1930年）
- 2018年 - 穴吹義雄、元プロ野球選手（* 1933年）
- 2018年 - 友田錫、ジャーナリスト（* 1935年）
- 2018年 - 吉野俊昭、実業家、元ロート製薬社長（* 1950年）
- 2019年 - 広瀬昭三、実業家、元ロイヤルホテル社長（* 1928年）
- 2019年 - ハロルド・プリンス、演出家、演劇プロデューサー（* 1928年）
- 2019年 - 雨宮敬子、彫刻家（* 1931年）
- 2020年 - アラン・パーカー、映画監督、映画プロデューサー、脚本家（* 1944年）
- 2020年 - マイク・ゲイル、バスケットボール選手（* 1950年）
- 2020年 - 岡康道、クリエイティブ・ディレクター、CMプランナー（* 1956年）
- 2020年 - ステファン・タタウ、元サッカー選手（* 1963年）
- 2021年 - 西田勝、文芸評論家、平和運動家（* 1928年）
- 2021年 - サトウサンペイ、漫画家（* 1929年）
- 2021年 - 守田優[10]、地理学者、大阪工業大学名誉教授（* 1934年）
- 2021年 - 高橋千太郎[11]、放射線科学者、京都大学名誉教授（* 1953年）
- 2021年 - 余孝珍、サッカー選手（* 1983年）
- 2022年 - イアン・ニッシュ、歴史学者、ロンドン大学名誉教授（* 1926年）
- 2022年 - 谷村友一、元プロ野球審判員（* 1927年）
- 2022年 - フィデル・ラモス、軍人、政治家、第12代フィリピン大統領（* 1928年）
- 2022年 - ビル・ラッセル、バスケットボール選手、指導者、バスケットボール殿堂（* 1934年）
- 2022年 - 間瀬明[12]、フォトグラファー（* 1934年）
- 2022年 - ワジム・バカーチン、政治家、最後のKGB（ソ連国家保安委員会）議長（* 1937年）
- 2022年 - 神園征、政治家、元鹿児島県枕崎市長（* 1943年）
- 2022年 - 古井貞熙、音声処理研究者、元豊田工業大学シカゴ校学長、東京工業大学名誉教授（* 1945年）
- 2022年 - アイマン・ザワーヒリー、テロリスト、元アルカーイダ司令官（* 1951年）
- 2023年 - 安田弘、実業家、元ジャーディン・マセソンジャパン社長、元マンダリン・オリエンタル東京社長（* 1933年）
- 2023年 - 奥村彪生、料理研究家（* 1937年）
- 2023年 - 立岩真也、社会学者（* 1960年）
- 2023年 - アンガス・クラウド、俳優（* 1998年）
- 2024年 - ジョージ・B・フィールド、天体物理学者、元ハーバード・スミソニアン天体物理学センター所長（* 1929年）
- 2024年 - 渡辺秀央、政治家、第54代郵政大臣（* 1934年）
- 2024年 - 宋基元、詩人、小説家（* 1947年）
- 2024年 - イスマーイール・ハニーヤ、政治家、ハマース最高指導者、元ガザ政府・パレスチナ首相（* 1962年）
- 2025年 - 山内順仁、写真家（* 1959年）

### 人物以外（動物など）
- 2020年 - マチカネフクキタル、競走馬（* 1994年）

## 記念日・年中行事

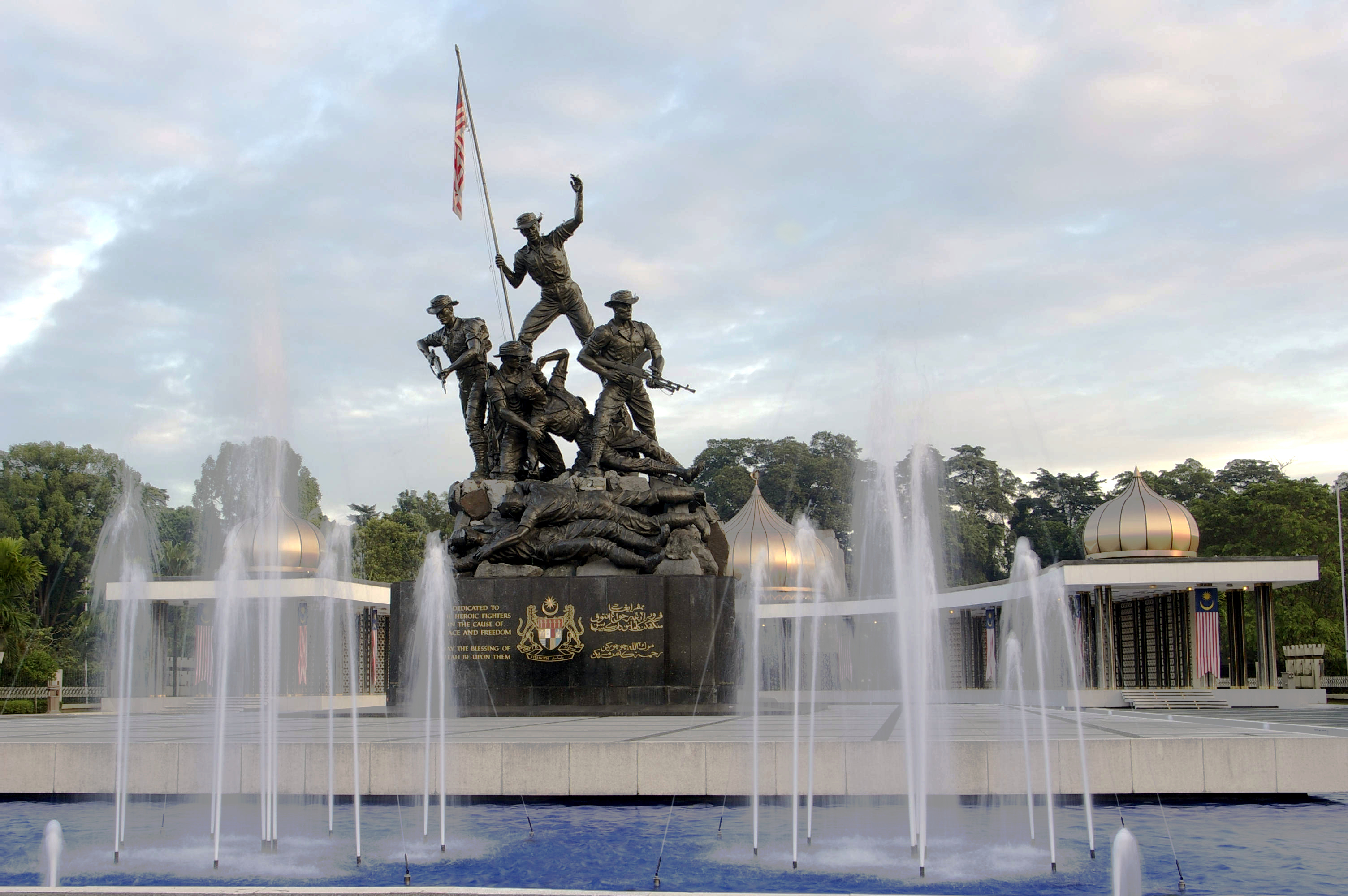
クアラルンプールにある国家記念碑（:en:Tugu Negara）

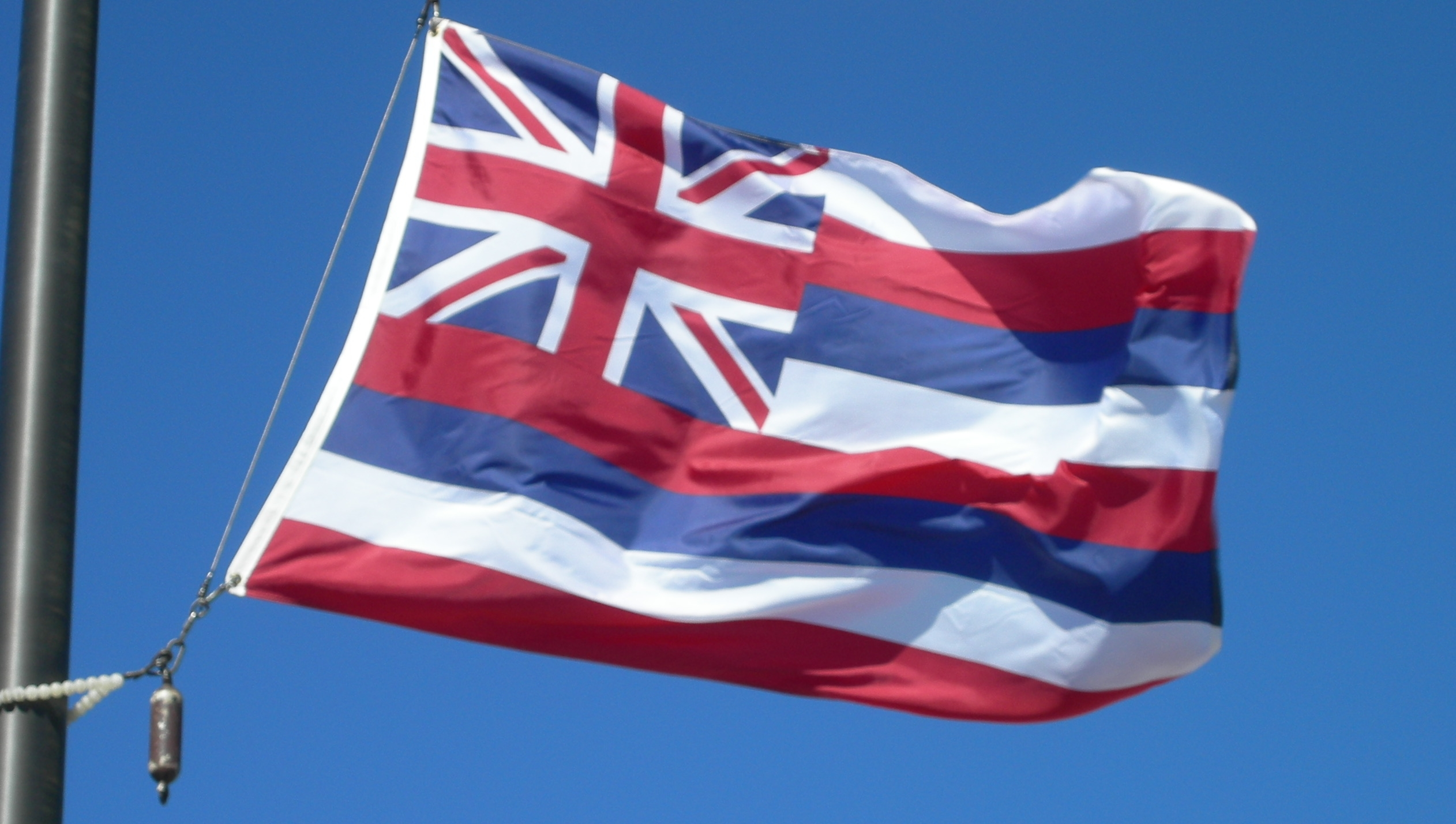
ハワイ州の旗（カ・ハエ・ハワイイ）

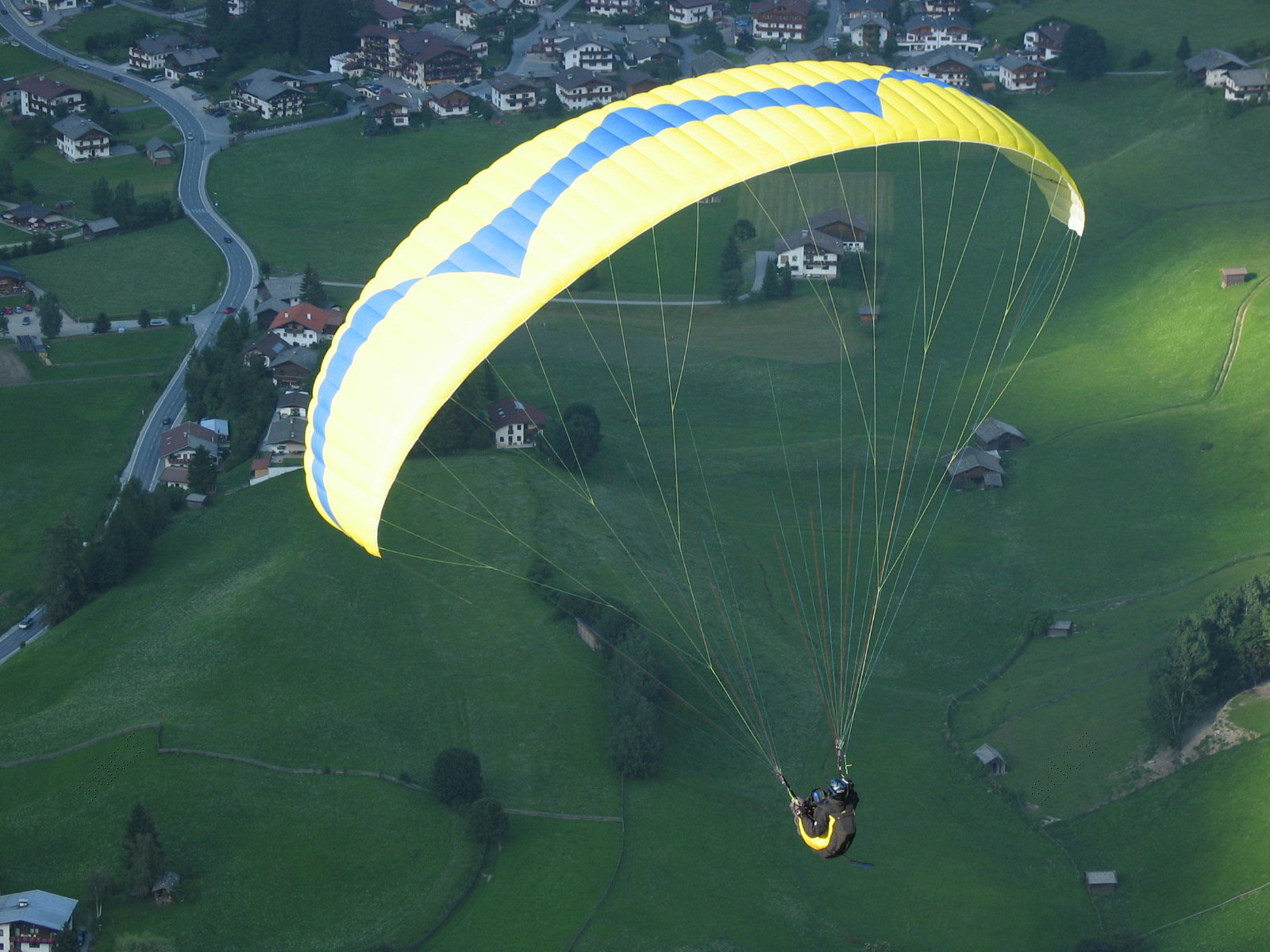
パラグライダーの日

- 英雄の日（英語版）（ マレーシア）
両大戦およびマラヤ危機での戦死者を称える日。国王と首相がクアラルンプールの国家記念碑に献花し敬意を表する。
- カ・ハエ・ハワイイ・デイ、ハワイ旗の日（ ハワイ州）
1990年にハワイ州知事が制定。
- 住吉祭、住吉大社の例祭 ( 日本)
- パラグライダー記念日（ 日本）
1988年（昭和63年）のこの日、北九州市で第1回パラグライダー選手権が開かれたことに由来[13]。
- 蓄音機の日（ 日本）
1877年のこの日、トーマス・エジソンが蓄音機の特許を取得した[14]。
- クールジャパンの日（ 日本）
株式会社クリエイティブネクサスが制定。同社が制作したNHK BSのテレビ番組「クールジャパン」が、2005年（平成17年）7月31日に放映が始まったことにちなみ、日本の良さの再認識を促すことが目的[15]。
- GLAYの日 （ 日本）
1999年のこの日に幕張メッセ特設会場で有料ライブ世界最高動員がギネスブックに記録された日を記念してGLAYファン（GLAYER）の間で言われるようになった。
- ハリー・ポッターの誕生日（ 日本）
J・K・ローリング氏の著作『ハリー・ポッターシリーズ』の主人公ハリー・ポッターの誕生日が、1980年7月31日の設定である事から[16]。